# Tossal de la Moixa
El Tossal de la Moixa és una muntanya de 2.178 metres que es troba al municipi de la Vall de Boí, a la comarca de l'Alta Ribagorça.